# Henry Handel Richardson
Henry Handel Richardson, seudónimo de Ethel Florence Lindesay Richardson, (East Melbourne, Victoria, Australia, 3 de enero de 1870 - Hastings, East Sussex, Inglaterra, 20 de marzo de 1946), fue una escritora australiana. 

## Vida
Nacida en East Melbourne, Victoria, en una próspera familia que más tarde pasó penurias, Ethel Florence (que prefería que la llamasen Et, Ettie o Etta) fue la hija mayor de Walter Lindesay Richardson MD (c. 1826–79) y de su esposa Mary (de soltera Bailey). 
La familia vivió en varias ciudades de Victoria durante la infancia y juventud de Richardson. Entre ellas Chiltern, Queenscliff, Koroit y, donde fue más feliz, Maldon, donde la madre de Richardson fue administradora de correos (su padre había muerto cuando ella tenía 9 años a causa de la sífilis) Richardson dejó Maldon para ingresar en el internado del Presbyterian Ladies' College (PLC) en Melbourne en 1883 en el que estuvo entre los 13 a los 17 años. Esta experiencia fue la base de The Getting of Wisdom, una novela de maduración admirada por H. G. Wells. En el PLC ella comenzó a desarrollar su habilidad para mezclar realidad y ficción, un recurso que usó en sus novelas.
Richardson sobresalió en artes y música durante su estancia en PLC, su madre llevó a su familia a Europa en 1888, con el fin que Richardson continuara sus estudios de música en el Conservatorio de Leipzig. Richardson desarrolló su primera novela, Maurice Guest, en Leipzig.
En 1894 en Múnich Richardson se casó con el escocés John George Robertson, al que conoció en Leipzig cuando él estudiaba literatura alemana y que más tarde enseñó en la Universidad de Estrasburgo, donde su esposa se convirtió en campeona de tenis femenino. En 1903, la pareja se mudó a Londres, donde Robertson había sido nombrado catedrático de alemán en la University College de Londres. Richardson volvió a Australia en 1912, para buscar información sobre su familia para su novela The Fortunes of Richard Mahony, pero tras su vuelta a Inglaterra, permaneció allí por el resto de su vida. Ella y su hermana Lillian fueron grandes defensoras del sufragio femenino, Lillian incluso estuvo encarcelada por destruir propiedades públicas. Estuvo interesada en el espirítismo, y tras la muerte de su marido mantenía que seguía en contacto con él, vía sesiones de espiritismo.
La vida de Richardson estuvo ligada al lesbianismo. En el Presbyterian Ladies' College, estuvo enamorada de una estudiante mayor; los sentimientos de las muchachas adolescentes y su despertar sexual fueron reflejados en su segunda novela The Getting of Wisdom. Tras la muerte de su madre, se enamoró apasionadamente de la actriz italiana Eleonora Duse, pero tuvo que mantener su amor por ella en la distancia. Su amiga Olga Roncoroni, que había vivido en la casa de Robertson durante muchos años llenó el vacío que dejó su marido tras su muerte. Tras su propia muerte, muchos de sus papeles privados fueron destruidos, de acuerdo con sus instrucciones.
The Fortunes of Richard Mahony es la famosa trilogía de Richardson sobre el lento declinar, debido al carácter y a una enfermedad cerebral, de un exitoso médico y hombre de negocios australiano y del efecto emocional y financiero en su familia. Fue muy elogiada por Sinclair Lewis, y otros, fue inspirada en las experiencias de la propia familia Richardson. Las figuras centrales están basadas libremente en sus padres.
Richardson también escribió un libro de cuentos y una autobiografía que ilumina en gran medida la configuración de sus novelas, aunque el Australian Dictionary of Biography que es un tanto dudosa. 
Richardson murió de cáncer el 20 de marzo de 1946 en Hastings, East Sussex, Inglaterra. Sus cenizas fueron esparcidas junto a las de su marido en el mar como fue su deseo.

## Familia
Lillian Richardson, la hermana más joven de Ethel, se casó con A. S. Neill tras su divorcio de su primer marido, y ayudó a fundar el Summerhill School.

## Honores
Un suburbio de Canberra se llama Richardson en su honor desde 1975. En el mismo año, fue honrada con un sello que lleva su imagen de los correos australianos.
Una de las casas de Abbotsleigh School for Girls en Wahroonga, Sídney lleva su nombre.

## Bibliografía

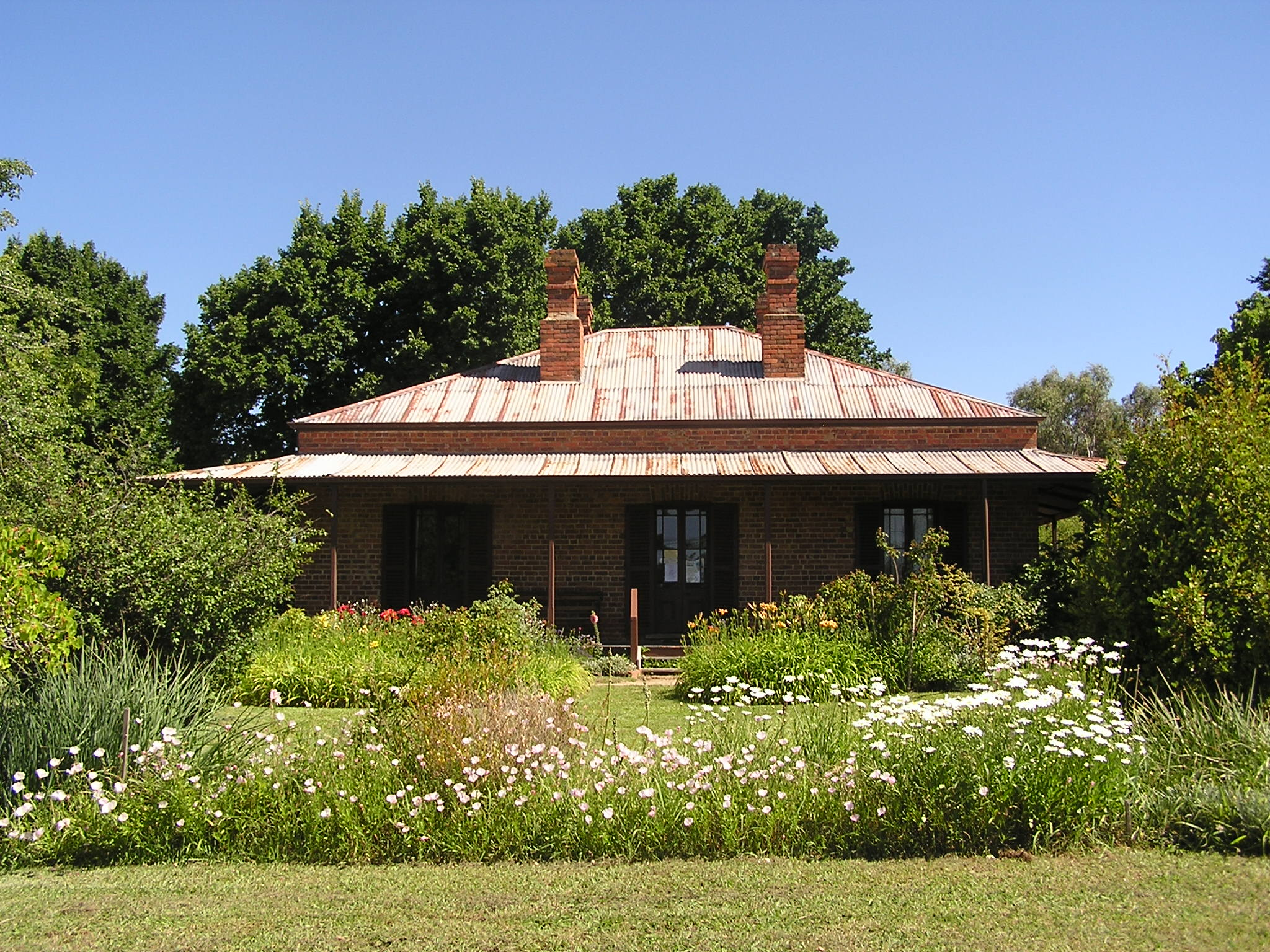
Vista de la casa de Chiltern, Victoria, su casa durante 18 meses desde julio de 1876. Sus primero años en Chiltern aparecen el la novela The Fortunes of Richard Mahony. La casa fue aceptada por el National Trust of Australia en 1967.

### Novelas
- Maurice Guest (1908)
- The Getting of Wisdom (1910)
- Australia Felix (1917)
- The Way Home (1925)
- Ultima Thule (1929)
- The Fortunes of Richard Mahony (1930)
  - Comprising the novels: Australia Felix, The Way Home y Ultima Thule
- The Young Cosima (1939)

### Colecciones de cuentos
- Two Studies (1931)
- The End of a Childhood (1934)
- The Adventures of Cuffy Mahony (1979)
- The End of Childhood: The Complete Stories of Henry Handel Richardson (1992), editada por Carol Franklin

### Memorias
- Myself When Young (1948)

## Biografías
- Henry Handel Richardson and some of Her Sources 1954 de Leonie Kramer
- Henry Handel Richardson 1961 de Vincent Buckley
- Myself When Laura 1966 de Leonie Kramer
- Ulysses Bound 1973 (revisada en 1986) de Dorothy Green (Auchterlonie)
- Henry Handel Richardson 1985 de Karen McLeod
- Henry Handel Richardson: Fiction in the Making 1990 de Axel Clark
- Henry Handel Richardson: A Life 2005 de Michael Ackland

## Películas
The Getting of Wisdom fue rodada en 1977, dirigida por Bruce Beresford, con guion de Eleanor Witcombe, protagonizada por Susannah Fowle como "Laura Rambotham" con papeles secundarios de Julia Blake, Terence Donovan y Kerry Armstrong. El guion es fiel a la novela.
Maurice Guest fue adaptada libremente, para el guion de Rapsodia (1954) protagonizada por Elizabeth Taylor. La película finaliza con "James Guest" felizmente casado, en vez de suicidarse.